# Poromitra agafonovae
Poromitra agafonovae är en fiskart som beskrevs av Kotlyar 2009. Poromitra agafonovae ingår i släktet Poromitra och familjen Melamphaidae. Inga underarter finns listade i Catalogue of Life.